# Seznam dílů seriálu Joey
Toto je seznam dílů seriálu Joey. Americký televizní sitcom Joey byl premiérově vysílán televizí NBC v období od 8. září 2004 do 7. března 2006. Poslední odvysílanou epizodou v USA byla „Joey a koulovačka“, poté NBC vysílání zrušila i přesto, že bylo natočeno ještě dalších osm dílů, které odvysílaly jiné stanice. V ČR seriál vysílala kabelová televize HBO a jeho první řadu odvysílala i Česká televize. Obě řady pak vysílala také stanice Smíchov.

## Přehled řad
| Řada | Díly | Premiéra v USA | Premiéra v USA  | Premiéra v ČR | Premiéra v ČR     |
| Řada | Díly | První díl      | Poslední díl    | První díl     | Poslední díl      |
| ---- | ---- | -------------- | --------------- | ------------- | ----------------- |
| 1    | 24   | 9. září 2004   | 12. května 2005 | 5. února 2005 | 27. srpna 2005    |
| 2    | 22   | 22. září 2005  | 6. června 2006  | 7. ledna 2006 | 29. července 2006 |

## Seznam dílů

### První řada (2004–2005)
| Č. v seriálu | Č. v řadě | Název                            | Český název                | Režie            | Scénář                                                                | Premiéra v USA     | Premiéra v ČR     |
| ------------ | --------- | -------------------------------- | -------------------------- | ---------------- | --------------------------------------------------------------------- | ------------------ | ----------------- |
| 1            | 1         | Pilot                            | Joey                       | Kevin S. Bright  | Shana Goldberg-Meehan a Scott Silveri                                 | 9. září 2004       | 5. února 2005     |
| 2            | 2         | Joey and the Student             | Joey a student             | Kevin S. Bright  | Scott Silveri a Shana Goldberg-Meehan                                 | 16. září 2004      | 12. února 2005    |
| 3            | 3         | Joey and the Party               | Joey a večírek             | Gail Mancuso     | Robert Carlock                                                        | 23. září 2004      | 19. února 2005    |
| 4            | 4         | Joey and the Book Club           | Joey a Klub čtenářů        | Andrew D. Weyman | John Quaintance                                                       | 30. září 2004      | 26. února 2005    |
| 5            | 5         | Joey and the Perfect Storm       | Joey a dokonalá bouře      | David Schwimmer  | Vanessa McCarthy                                                      | 7. října 2004      | 5. března 2005    |
| 6            | 6         | Joey and the Nemesis             | Joey a bohyně pomsty       | Kevin S. Bright  | Sherry Bilsing-Graham a Ellen Plummer                                 | 14. října 2004     | 12. března 2005   |
| 7            | 7         | Joey and the Husband             | Joey a manžel              | Gail Mancuso     | Brian Kelley                                                          | 21. října 2004     | 19. března 2005   |
| 8            | 8         | Joey and the Dream Girl (Part 1) | Joey a dívka snů (1. část) | Gary Halvorson   | Brian Buckner                                                         | 4. listopadu 2004  | 26. března 2005   |
| 9            | 9         | Joey and the Dream Girl (Part 2) | Joey a dívka snů (2. část) | Gary Halvorson   | Robert Carlock                                                        | 11. listopadu 2004 | 2. dubna 2005     |
| 10           | 10        | Joey and the Big Audition        | Joey a velký konkurs       | Sheldon Epps     | John Quaintance                                                       | 18. listopadu 2004 | 9. dubna 2005     |
| 11           | 11        | Joey and the Road Trip           | Joey a vyjížďka            | Kevin S. Bright  | Vanessa McCarthy                                                      | 2. prosince 2004   | 16. dubna 2005    |
| 12           | 12        | Joey and the Plot Twist          | Joey a nečekaný zvrat      | Kevin S. Bright  | námět: Jon Pollack scénář: Craig DeGregorio                           | 9. prosince 2004   | 4. června 2005    |
| 13           | 13        | Joey and the Taste Test          | Joey a ochutnávka          | David Schwimmer  | Shana Goldberg-Meehan a Scott Silveri                                 | 6. ledna 2005      | 11. června 2005   |
| 14           | 14        | Joey and the Premiere            | Joey a premiéra            | Kevin S. Bright  | Matt Hubbard                                                          | 13. ledna 2005     | 18. června 2005   |
| 15           | 15        | Joey and the Assistant           | Joey a asistent            | Andrew D. Weyman | John Quintance a Brian Kelley                                         | 20. ledna 2005     | 25. června 2005   |
| 16           | 16        | Joey and the Tonight Show        | Joey a Tonight show        | Andrew D. Weyman | Doty Abrams                                                           | 3. února 2005      | 2. července 2005  |
| 17           | 17        | Joey and the Valentine's Date    | Joey a sv. Valentýn        | Andrew D. Weyman | námět: Brian Kelley scénář: Robert Carlock                            | 10. února 2005     | 9. července 2005  |
| 18           | 18        | Joey and the Wrong Name          | Joey a nesprávné jméno     | Kevin S. Bright  | námět: Sherry Bilsing-Graham a Ellen Plummer scénář: Matt Hubbard     | 17. února 2005     | 16. července 2005 |
| 19           | 19        | Joey and the Fancy Sister        | Joey a nóbl sestra         | Gary Halvorson   | Robert Carlock a Brian Buckner                                        | 24. února 2005     | 23. července 2005 |
| 20           | 20        | Joey and the Neighbor            | Joey a soused              | Gary Halvorson   | námět: Nicholas Darrow scénář: Vanessa McCarthy                       | 24. března 2005    | 30. července 2005 |
| 21           | 21        | Joey and the Spying              | Joey a šmírování           | Kevin S. Bright  | námět: Tracy Reilly scénář: Brian Buckner                             | 21. dubna 2005     | 6. srpna 2005     |
| 22           | 22        | Joey and the Temptation          | Joey a pokušení            | Sheldon Epps     | námět: Craig DeGregorio scénář: Sherry Bilsing-Graham a Ellen Plummer | 5. května 2005     | 13. srpna 2005    |
| 23           | 23        | Joey and the Breakup             | Joey a rozvrat             | Andrew D. Weyman | námět: John Quintance scénář: Nicholas Darrow                         | 12. května 2005    | 20. srpna 2005    |
| 24           | 24        | Joey and the Moving In           | Joey... a jede se dál      | Kevin S. Bright  | Scott Silveri a Shana Goldberg-Meehan                                 | 12. května 2005    | 27. srpna 2005    |

### Druhá řada (2005–2006)
| Č. v seriálu | Č. v řadě | Název                              | Český název                    | Režie            | Scénář                                  | Premiéra v USA     | Premiéra v ČR     |
| ------------ | --------- | ---------------------------------- | ------------------------------ | ---------------- | --------------------------------------- | ------------------ | ----------------- |
| 25           | 1         | Joey and the Big Break (Part 1)    | Joey a velký rozchod (1. část) | Kevin S. Bright  | Scott Silveri a Robert Carlock          | 22. září 2005      | 7. ledna 2006     |
| 26           | 2         | Joey and the Big Break (Part 2)    | Joey a velký rozchod (2. část) | Kevin S. Bright  | Scott Silveri a Robert Carlock          | 22. září 2005      | 14. ledna 2006    |
| 27           | 3         | Joey and the Spanking              | Joey a výprask                 | Kevin S. Bright  | Michael Borkow                          | 29. září 2005      | 21. ledna 2006    |
| 28           | 4         | Joey and the Stuntman              | Joey a kaskadér                | Kevin S. Bright  | John Quaintance                         | 6. října 2005      | 28. ledna 2006    |
| 29           | 5         | Joey and the House                 | Joey a dům hříchu              | Ben Weiss        | Brett Baer a Dave Finkel                | 13. října 2005     | 4. února 2006     |
| 30           | 6         | Joey and the ESL                   | Joey chodí na angličtinu       | Peter Bonerz     | Vanessa McCarthy                        | 20. října 2005     | 11. února 2006    |
| 31           | 7         | Joey and the Poker                 | Joey a poker                   | Kevin S. Bright  | Matt Hubbard                            | 3. listopadu 2005  | 18. února 2006    |
| 32           | 8         | Joey and the Sex Tape              | Joey a porno kazeta            | Kevin S. Bright  | Linda Videtti Figueiredo                | 10. listopadu 2005 | 25. února 2006    |
| 33           | 9         | Joey and the Musical               | Joey a muzikál                 | Gary Halvorson   | Vanessa McCarthy                        | 17. listopadu 2005 | 4. března 2006    |
| 34           | 10        | Joey and the Bachelor Thanksgiving | Joey a mládenecké díkůvzdání   | Kevin S. Bright  | John Quaintance                         | 24. listopadu 2005 | 11. března 2006   |
| 35           | 11        | Joey and the High School Friend    | Joey a kamarád ze školy        | Sheldon Epps     | Michael Borkow                          | 8. prosince 2005   | 18. března 2006   |
| 36           | 12        | Joey and the Tijuana Trip          | Joey a výlet do Tijuany        | Gary Halvorson   | Robert Carlock                          | 15. prosince 2005  | 25. března 2006   |
| 37           | 13        | Joey and the Christmas Party       | Joey a vánoční večírek         | Gary Halvorson   | Matt Hubbard a Linda Videtti Figueiredo | 15. prosince 2005  | 8. dubna 2006     |
| 38           | 14        | Joey and the Snowball Fight        | Joey a koulovačka              | Gary Halvorson   | Tracy Reilly a Matt Hubbard             | 7. března 2006     | 3. června 2006    |
| 39           | 15        | Joey and the Dad                   | Joey a táta                    | Kevin S. Bright  | Robert Carlock a John Quaintance        | 11. dubna 2006     | 10. června 2006   |
| 40           | 16        | Joey and the Party for Alex        | Joey a párty pro Alex          | Gil Cates mladší | Vanessa McCarthy                        | 9. května 2006     | 17. června 2006   |
| 41           | 17        | Joey and the Big Move              | Joey a velké stěhování         | Gary Halvorson   | Jean Yu                                 | 16. května 2006    | 24. června 2006   |
| 42           | 18        | Joey and the Beard                 | Joey a vousáč                  | Peter Bonerz     | Dan Holden a Linda Videtti Figueiredo   | 23. května 2006    | 1. července 2006  |
| 43           | 19        | Joey and the Critic                | Joey a kritika                 | Ben Weiss        | Michael Borkow                          | 6. června 2006     | 8. července 2006  |
| 44           | 20        | Joey and the Actor's Studio        | Joey a herecké studio          | Kevin S. Bright  | John Quaintance                         | 28. června 2006    | 15. července 2006 |
| 45           | 21        | Joey and the Holding Hands         | Joey drží palce                | Peter Bonerz     | Vanessa McCarthy a Robert Carlock       | 30. května 2006    | 22. července 2006 |
| 46           | 22        | Joey and the Wedding               | Joey a svatba                  | Kevin S. Bright  | Alison Flierl a John Quaintance         | 6. června 2006     | 29. července 2006 |